# Le Buisson-de-Cadouin
Le Buisson-de-Cadouin (en occitano Lo Boisson de Cadonh) es una comuna francesa, situada en el departamento de la Dordoña, en la región de Aquitania en Francia occidental. Está conectada con una antigua calzada romana llamada Via Lemovicensis. El municipio de Buisson-de-Cadouin está rodeado por el río Dordoña.
Es una etapa de peregrinaje del Camino de Santiago, en la llamada Via Lemovicensis, Más concretamente en una variante de la misma que se desviaba para visitar la población de Cadouin. La antigua abadía de Cadouin se encuentra incluida como parte del lugar Patrimonio de la Humanidad llamado «Caminos de Santiago de Compostela en Francia» (Código 868-003).

## Demografía
| 2029 | 2062 | 2078 | 2061 | 2003 | 2075 |
| Para los censos de 1962 a 1999 la población legal corresponde a la población sin duplicidades (Fuente: INSEE [Consultar]) |      |      |      |      |      |

## Historia
En 1893, el municipio de Cabans toma el nombre de Le Buisson. En 1960, los municipios de Cussac y Le Buisson se fusionan con el nombre de Le Buisson-Cussac. En 1974, los cuatro municipios de Cadouin, Le Buisson-Cussac, Paleyrac y Urval se asocian con el nuevo nombre de Le Buisson-de-Cadouin. Urval se restableció en 1989.